# Каплюв
45°07′ пн. ш. 15°42′ сх. д. / 45.12° пн. ш. 15.70° сх. д.
Каплюв (хорв. Kapljuv) — населений пункт у Хорватії, у Карловацькій жупанії у складі громади Цетинград.

## Населення
Населення за даними перепису 2011 року становило 31 осіб.
Динаміка чисельності населення поселення: